# Ehrlach (Gestratz)
Ehrlach (westallgäuerisch: Erlach, ǝs Eala num) ist ein Gemeindeteil der Gemeinde Gestratz im bayerisch-schwäbischen Landkreis Lindau (Bodensee).

## Geographie
Der Weiler liegt circa 800 Meter nördlich des Hauptorts Gestratz und zählt zur Region Westallgäu.

## Ortsname
Der Ortsname setzt sich aus den mittelhochdeutschen Wörtern erle für Erle sowie -ach für eine Stellenbezeichnung zusammen und bedeutet (Siedlung am) Erlenwald.

## Geschichte
Ehrlach wurde erstmals im Jahr 1448 mit Cuntz Erlach zum Laiden im Erlach  urkundlich erwähnt. 1764 fand die Vereinödung in Ehrlach statt. Der Ort gehörte einst dem Gericht Grünenbach in der Herrschaft Bregenz an.